# Atretochoana eiselti
Atretochoana eiselti – gatunek płaza beznogiego z rodziny Typhlonectidae; jedyny przedstawiciel rodzaju Atretochoana. Opisany po raz pierwszy w 1968 roku na podstawie pojedynczego okazu muzealnego przez Edwarda Taylora. Pierwsze żywe osobniki odkryte zostały w 2011 roku w dwóch lokalizacjach w Brazylii. Gatunek ten jest największym bezpłucnym tetrapodem i jest słabo poznany. Z powodu oryginalnego wyglądu zyskał określenie „penisowy wąż” (ang. penis snake).

## Historia odkrycia i pozycja taksonomiczna
W 1968 roku amerykański herpetolog Edward Harrison Taylor opisał gatunek Typhlonectes eiselti na podstawie pojedynczego zakonserwowanego okazu w Muzeum Historii Naturalnej w Wiedniu przechowywanego pod numerem NMW 9144. Holotyp wyróżniał się pośród innych płazów beznogich dużą liczbą zębów umieszczonych na wyrostku dziobastym żuchwy (łac. processus coronoideus), a także znaczną długością ciała – 73,8 cm. O okazie tym wiadomo było jedynie, że pochodzi z Ameryki Południowej (bez dokładniejszej lokalizacji). W 1995 roku Nussbaum i Wilkinson zauważyli, że gatunek ten posiada wiele cech odróżniających go od innych płazów beznogich i przedstawicieli rodzaju Typhlonectes takich jak: brak płuc, uszczelnione nozdrza tylne, brak tętnic i żył płucnych, niespotykana budowa czaszki, unikalna anatomia mięśnia strzemiączkowego. W związku z powyższym utworzyli dlań osobny rodzaj, Atretochoana.
W 1998 roku Wilkinson i in. opisali drugi okaz A. eiselti znaleziony w kolekcji Universidade de Brasília mierzący 80,5 cm, który przechowywany jest pod numerem AS-1754. Okaz ten najprawdopodobniej znaleziony został w Brazylii niedługo przed rokiem 1961 (w którym to roku ów uniwersytet został założony). W 2011 roku Hoogmoed i in. opisali po raz pierwszy żywe osobniki A. eiselti znalezione w ich naturalnym środowisku w dwóch lokalizacjach znajdujących się na Nizinie Amazońskiej – Baía de Marajó w pobliżu miasta Belém, niedaleko ujścia Amazonki oraz Cachoeira Santo Antônio w rzece Madeira, w pobliżu granicy boliwijsko-brazylijskiej.Naukowcy otrzymali od lokalnych poławiaczy krewetek trzy okazy zakonserwowane w 70-procentowym roztworze alkoholu, a także osiem zdjęć żywych okazów A. eiselti, z których jeden mierzył potencjalnie 105 cm.
Na podstawie 141 cech morfologicznych, Wilkinson i Nussbaum wywnioskowali, że grupą siostrzaną Atretochoana jest Potomotyphlus. W 2011 roku Wilkinson i in. umieścili rodzaj Atretochoana w rodzinie Typhlonectidae. W 2016 roku Maciel i in. dokonali analizy filogenetycznej, używając danych morfologicznych i molekularnych, i dowiedli, że Potomotyphlus jest bliżej spokrewniony z rodzajem Typhlonectes niż z Atretochoana oraz że utrata (u Atretochoana) lub redukcja (u Potomotyphlus) płuc jest wynikiem konwergencji, a nie bliskiego pokrewieństwa.

## Wygląd
Gatunek ten jest jednym z największych przedstawicieli rodziny Typhlonectidae, a także największym bezpłucnym tetrapodem. Długość opisanych okazów wynosi 72–100 cm, a masa 140–840 g.
Gatunek ten posiada grzbietobrzusznie spłaszczoną głowę z oczami osadzonymi w płytkich zagłębieniach w grzbietowej części głowy. Nozdrza również znajdują się w zagłębieniach, a policzki są zakrzywione. Żuchwa posiada zagłębienia w bocznych częściach. Na brzusznej części głowy pomiędzy żuchwą a pierścieniami przednimi występuje biała plama. Skóra jest pomarszczona, niebieskoszara na grzbiecie oraz jasna na brzuchu. Czubek pyska oraz skóra w pobliżu jamy ustnej mają kolor oliwkowoszary. Gatunek ten cechuje się wyjątkowo ruchliwą czaszką, a także licznymi modyfikacjami w muskulaturze czaszki i suspensorium w porównaniu do innych płazów beznogich, co sugeruje szybsze tempo ewolucji cech morfologicznych.

## Zasięg występowania i siedliska
Dokładny zasięg występowania A. eiselti jest nieznany. Do 2011 roku gatunek ten znany był jedynie z dwóch muzealnych okazów o niepewnym pochodzeniu. W 2011 roku Hoogmed i in. opisali osobniki złapane przy ujściu Amazonki i 2000 km dalej w rzece Madeira, co sugeruje, że zasięg występowania tego gatunku może być szeroki. Gatunek ten jest sympatryczny ze spokrewnionymi Typhlonectes compressicauda oraz Potomotyphlus kaupii.
Osobniki opisane w badaniu Hoogmoeda i in. pochodziły z mulistych wolno płynących wód ze zmiennym rocznym poziomem zasolenia i średnią temperaturą wody 28 °C (Baía de Marajó) oraz z burzliwych mulistych wód o temperaturze 25–30 °C (Madeira). Występowanie płaza w owych siedliskach przeczy tezie postawionej przez Wilkinsona i Nussbauma w 1997 roku, którzy przewidywali, że gatunek ten zasiedla najprawdopodobniej górskie rejony z wartką zimną wodą.

## Ekologia
Jest to bardzo słabo poznany gatunek. A. eiselti jest wodnym, prawdopodobnie żyworodnym płazem. Jest aktywny za dnia, a także sprawnie pływa, jako że osobnik w Baía de Marajó znaleziony został z dala od brzegu. Nussbaum i Wilkinson spekulowali, że brak płuc stanowi adaptację do życia na dnie potoków z szybko płynącą wodą (jako że obecność płuc zwiększałaby siłę wyporu działającą na zwierzę). W rzeczywistości natomiast, przynajmniej niektóre populacje tego gatunku zasiedlają wody charakteryzujące się wysokimi temperaturami, dużą mętnością oraz zmienną zawartością tlenu, co stanowi teoretycznie niekorzystne warunki dla organizmu przeprowadzającego wymianę gazową poprzez skórę.
Brak pewności co do sposobu oddychania tego gatunku. Wiadomo, że A. eiselti nie posiada płuc oraz że ma uszczelnione nozdrza i naczynia krwionośne znajdujące się bardzo blisko skóry (od której dzieli je warstwa 2–3 komórek), co sugeruje, że do wymiany gazowej może dochodzić poprzez skórę. Ponadto, występuje oddychanie poprzez błonę śluzową jamy ustnej (podobnie jak u salamander bezpłucnych) i być może ten mechanizm używany jest w dużym stopniu podczas wymiany gazowej. Nie można także wykluczyć oddychania jelitowego lub kloakalnego występującego m.in. u niektórych gatunków wodnych żółwi. A eiselti ma masę większą o kilka rzędów wielkości niż większość bezpłucnych czworonogów.
Dieta A. eiselti nie jest znana – w żołądkach zbadanych osobników nie znaleziono żadnych resztek jedzenia.

## Status
W Czerwonej księdze gatunków zagrożonych IUCN płaz ten od 2023 roku klasyfikowany jest jako gatunek najmniejszej troski (LC, ang. Least Concern); wcześniej, od 2004 roku uznawano go za gatunek niedostatecznie rozpoznany (DD, ang. Data Deficient).
Nic nie wiadomo na temat liczebności gatunku, jako że znany jest jedynie z kilku okazów. Trend liczebności ocenia się jako stabilny ze względu na brak istotnych zagrożeń. Spekuluje się, że na lokalne populacje tego płaza negatywny wpływ może mieć budowa zapór dla elektrowni wodnych.

## A. eiseltiw nauce i sztuce
Gatunek ten może być potencjalnie wykorzystywany w badaniach nad wymianą gazową przeprowadzaną przez skórę. Opisanie żywych osobników A. eiselti w 2011 roku wzbudziło zainteresowanie mediów, a sam płaz doczekał się licznych określeń potocznych, m.in. penis snake („penisowy wąż”), man-aconda, floppy snake („zwiotczały wąż”). Nazwy te używane są z powodu podobieństwa wyglądu zwierzęcia do męskiego przyrodzenia oraz w związku z kształtem ciała przypominającym węża (co jest stwierdzeniem mylącym, gdyż A. eiselti nie należy do podrzędu węży).